# Motivisch-thematische Arbeit
Als motivisch-thematische Arbeit wird ein Kompositionsverfahren bezeichnet, bei dem ein Musikstück aus wenigen Themen oder Motiven entwickelt wird. Zur Wiederholung (etwa von Leitmotiven) muss eine Abwandlung (Verarbeitung) hinzutreten, damit von motivisch-thematischer Arbeit gesprochen werden kann. Dabei spielt die Ökonomie der verwendeten Motive eine Rolle: Die ideale motivisch-thematische Arbeit, wie sie um etwa 1900 verstanden wurde, soll beliebige, bloß dekorative Floskeln verhindern, indem sich alle Bestandteile des Musikstücks auf einen gemeinsamen Kern zurückführen lassen, der ihren Zusammenhang ausmacht. Die motivisch-thematische Arbeit richtet sich gegen andere, repetitive, improvisatorische oder bewusst brüchige Kompositionsverfahren wie die Montage oder Collage.

## Begriffsgeschichte

### Thematische Arbeit
Der Begriff „thematische Arbeit“ geht auf das 18. Jahrhundert zurück. In damaligen Kompositionstheorien wurde der Begriff „Ausarbeitung“ als eine grundlegende Kategorie betrachtet. Der deutsche Musiktheoretiker Johann Mattheson schrieb in seiner Melodielehre von der dreiteiligen Tätigkeitsfolge inventio (Erfindung), dispositio (Einrichtung) und elaboratio (Ausarbeitung), welche er der antiken Rhetorik entnommen hatte. Der Musikkritiker Johann Adolf Scheibe hielt fest, dass der Begriff „Ausarbeitung“ alle möglichen Formen der sogenannten „Schreibart“ beinhalte, mit welcher aus einem Hauptsatz (der die inventio enthält) ein Werk hervorgebracht wird.
Eine begriffliche Annäherung an die „thematische Arbeit“ geschieht ebenfalls bei Scheibe, indem er das Verfahren der Imitation (Nachahmung) mit dem Wort „durcharbeiten“ umschreibt. Scheibe spricht im Zusammenhang mit der Zerteilung eines Hauptsatzes in den Zwischensätzen von einer „Durcharbeitung“ der einzelnen Glieder. Dies ist jedoch noch nicht identisch mit dem, was im 19. Jahrhundert als „thematische Arbeit“ gilt. Die Aussage des Komponisten Friedrich August Baumbach von 1794, dass analog zur Abfassung einer Rede auch in der Musik die Hauptaufgabe eines Komponisten darin bestehe, einen zugrundeliegenden „Hauptsatz“ zu „bearbeiten“, ist sachlich eng mit derjenigen Scheibes verknüpft. Somit war zu Ende des 18. Jahrhunderts durch die Verknüpfung des ursprünglich rhetorischen Begriffs „Ausarbeitung“ mit dem musikalischen „Hauptsatz“ die Grundlage zur Schaffung des Begriffs „thematische Arbeit“ gegeben.
Der Musiktheoretiker Heinrich Christoph Koch bemerkte 1802 im Artikel „Contrapunktisch“ seines Musikalischen Lexikons, dass der Begriff „kontrapunktisch“ für die Kompositionspraxis nicht mehr vollständig zutreffe und besser durch die Redensart „das Stück ist thematisch gearbeitet“ ausgedrückt werde. In der Folge benutzten weitere Musiktheoretiker wie Gustav Schilling (1838), Isidor Jeitteles (1839), Friedrich Ludwig Schubert (1869), August Reißmann (1878) und Hugo Riemann (1882) den Begriff „thematische Verarbeitung“ beziehungsweise „Bearbeitung“.
Johann Daniel Andersch gebrauchte 1829 erstmals den Begriff „thematische Arbeit“, wohl als Substantivierung von Kochs Wendung „thematisch gearbeitet“. Bis zur Mitte des 19. Jahrhunderts hat der Begriff in Fachkreisen allgemeine Bekanntheit erlangt und wird durchgängig in den einschlägigen Musiklexika berücksichtigt, wobei beispielsweise Eduard Bernsdorfs Definition in gewissem Widerspruch zu derjenigen Kochs steht.
Mit einer 1844 veröffentlichten Abhandlung zur thematischen Arbeit gab Johann Christian Lobe den Anstoß zur Kodifizierung in der Kompositionslehre. Gemäß Lobes Theorie beinhaltet die thematische Arbeit nicht nur melodisch-intervallische Umbildungsmittel (Transposition, Verkehrung, Erweiterung/Verengung etc.), sondern auch technische Mittel (Veränderung der Harmonisierung, Instrumentation etc.). Dieser Schematismus provozierte Riemann später zu heftiger Kritik. Lobes Theorie beeinflusste in der Folge aber dennoch die weitere Begriffsentwicklung, zum Beispiel die Beschreibungen von Arrey von Dommer (1865) und Ludwig Bussler (1878). Vom ästhetischen Aspekt her wird die „thematische Arbeit“ durchwegs mit lobenden Worten bedacht.
Im Kontrast zu dem in Renaissance und Barock zentralen Kontrapunkt gilt die „thematische Arbeit“ als zentrales Gestaltungsprinzip der Wiener Klassik. In dieser Hinsicht steht das Wiener Klassische Thema dem barocken (und älteren) Soggetto gegenüber, da es selbst schon aus Motiven entwickelt ist, während letzteres aus einem einzigen melischen Zug besteht. Die thematische Arbeit wird im Zusammenhang mit Joseph Haydn als „große Erfindung des Schöpfers und Gründers der modernen Musik“ genannt. Ludwig van Beethoven gilt gemeinhin als der Komponist der Wiener Klassik, der die motivisch-thematische Arbeit in seinen Sonaten, Quartetten und insbesondere seinen neun Sinfonien nicht nur zu absoluter und maßstabgebenden Meisterschaft geführt, sondern diese innerhalb der Durchführung zum zentralen und dramatisch bestimmenden Bestandteil seines kompositorischen Schaffens erhoben hat, welches für die kompositorische Nachwelt (beispielsweise Johannes Brahms) bestimmend blieb.
Bussler bezeichnete den kontrapunktischen Stil nicht mehr als „herrschend“, sondern betrachtete ihn nur noch als ein „Moment der thematischen Arbeit“. Adolf Sandberger schwächte um 1900 die Behauptung ab, dass Haydn dies erfunden habe, hielt ihm aber zugute, für die Neubestimmung der „schon längst vorhandenen thematischen Arbeit“ einen äußerst bedeutenden Beitrag geleistet zu haben. Sandberger bezeichnet die thematische Arbeit als „Kind aus der Ehe des Kontrapunkts mit der Freiheit“ sowie als bisher fehlenden „Vermittler zwischen strenger und freier musikalischer Gestaltung“.

### Motivische Arbeit
Nach 1850 kam es als Folge der begrifflichen Unterscheidung von Thema und Motiv, welche Adolph Bernhard Marx 1837 vorgenommen hatte, zur Prägung der Bezeichnung „motivische Arbeit“. Bereits Lobe hatte 1844 die auf Motive bezogene Verarbeitung als „thematische Arbeit im engeren/weiteren Sinn“ bezeichnet und erwähnt im gleichen Atemzug auch das Wort „Motivarbeit“. Riemann kritisierte Lobe für seine „Irrlehre“, da sie zu einer motivischen Arbeit anleite, welche die zufälligen Elemente verschiedener Motive als Motive selbst behandle; zudem stempelte er Lobes Definition von thematischer Arbeit als „verständnislose Handlangerarbeit“ ab. Eine erste fundierte Differenzierung bietet 1904 Guido Adler, der unter Berufung auf Richard Wagner die motivische Arbeit dem Musikdrama und die thematische Arbeit der Sinfonie zuweist. Mit Blick auf Wagners Leitmotivtechnik sprechen auch andere Autoren von motivischer oder gar „leitmotivischer Arbeit“.
Anfang des 20. Jahrhunderts, als Arnold Schönberg und Anton Webern mit der freien Atonalität neue kompositorische Techniken verbreiteten, wurden auch die traditionelle thematische und motivische Arbeit von ihnen aufgegeben. Der Musikwissenschaftler Erwin Stein hält 1924 jedoch fest, dass mit der Zwölftontechnik die motivische Arbeit wieder kompositorisch aktuell sei, nur sei nun weniger das rhythmische als vielmehr das melodische Motiv von Bedeutung. Der Begriff „motivische Arbeit“ wurde damals in der Fachliteratur beinahe häufiger benutzt als „thematische Arbeit“, und bis Mitte des 20. Jahrhunderts wurde die Abgrenzung der beiden Begriffe zunehmend undeutlicher, sodass einige Autoren sie unter dem Ausdruck „thematisch-motivische Arbeit“ beziehungsweise „motivisch-thematische Arbeit“ zusammenfassten. Bereits Adler hatte ab 1924 zuerst von „thematisch motivischer Arbeit“ (ohne Bindestrich) und später nur noch ausschließlich von „thematisch-motivischer Arbeit“ gesprochen, was sich in der Folge in Fachkreisen verbreitete. In den meisten Definitionen von 1960 bis ins 21. Jahrhundert wird der begriffsgeschichtliche Hintergrund, vor dem es zur Fusion der Begriffe „motivische“ und „thematische Arbeit“ kam, selten behandelt.